# صقر بن محمد القاسمي
صقر بن محمد القاسمي (1918-27 أكتوبر 2010)، كان حاكم إمارة رأس الخيمة من 17 يوليو 1948 إلى 27 أكتوبر 2010.

## حياته

### طفولته وتعليمه
كانت دراسته تدور حول دراسة معاني القرآن وحفظ آياته وتعلم القراءة والكتابة والحساب على يد «المطوعة فاطمة»، ودرس بعد ذلك على يد معلمين متخصصين أحضرهم الحاكم في تلك الفترة خصيصًا من نجد لتدريس أفراد العائلة الحاكمة في بيت الحاكم، ثم تلقى دراسة العلوم الدينية والعربية على يد السيد هاشم الهاشمي في بيت الشيخ «علي بن محمد المحمود» وكانت الدراسة فيها شبه نظامية.

### توليه حكم الإمارة
في 17 يوليو 1948 تولى حكم إمارة رأس الخيمة بعد أن تنازل له عمه الشيخ سلطان بن سالم القاسمي عن الحكم. وعمل بعد توليه الحكم على إرساء قواعد الوحدة الوطنية بين القبائل في الإمارة وجمع شملها والتأليف بينها وجعلها وحدة متماسكة.

### سياسته
- في المجال التعليمي: اهتم بالتعليم والمعرفة[1][3]، وذلك إيمانًا منه بدور التعليم في بناء الإنسان والمجتمع وتكوين الوعي الحضاري للدول[1][3]، وفي سبيل نشر التعليم أمر بإنشاء دائرة للمعارف لمتابعة شؤون البعثات العلمية في الإمارة[1][3]، وقام بتذليل العقبات أمام كل الوفود التعليمية التي أرسلتها الدول الأخرى من أجل نشر العلم[1][3]، وقام بافتتاح مدارس نظامية في الإمارة.[1][3] وكان يشجع الطلاب وأولياء الأمور ويحثهم على تعليم أبنائهم ويصرف لهم مكافئات شهرية.[1][3] كما قام بافتتاح عددًا من المدارس وجعل[1][3]، التعليم إجباريًا للبنات كما هو للأولاد[1][3]، وكان يعاقب الطالب إذا ما تغيب عن المدرسة دون عذر ولا يعفى عنه إلا بضمانه ولي أمره وتعهده بمتابعته والمثابرة في الدراسة وتلقى العلم.[1][3]
- في المجال الصحي: اهتم بتوفير رعاية صحية شاملة لأبناء الإمارة، فقام بافتتاح المستشفى الكويتي[1][3]، كما تم إنشاء ثلاثة مستشفيات عصرية في الإمارة.[1][3]
- في مجال المواصلات: قام بعام 1969 بافتتاح الطريق المعبد بين إمارة رأس الخيمة وإمارة الشارقة[1][3]، وفي عام 1976 افتتح مطار رأس الخيمة الدولي[1][3]، وفي عام 1977 افتتح «ميناء صقر».[1][3]
- في المجال الاقتصادي: استقطبت الإمارة العديد من الصناعات الناجحة التي أسهمت في دفع عجلة التقدم ومنها صناعة الأسمنت والأدوية والسيراميك والحديد.[1][3]

### الانضمام إلى الإمارات
بعام 1965 وقبل قيام الإمارات العربية المتحدة انتخب رئيسًا لمجلس حكام إمارات الساحل، وظل في هذا المنصب إلى قيام الاتحاد، إلا إن إمارته لم تكن من بين الإمارات المكونة للاتحاد. إلا إنه في 10 فبراير 1972 أعلن عن انضمام إمارته لدولة الإمارات العربية المتحدة.

## حياته الخاصة
تزوج من الشيخة نورة بنت سلطان القاسمي وأنجب منها:
- الشيخ خالد (ولي عهد الإمارة من عام 1958 إلى عام 2003).

- الشيخ سلطان (نائب الحاكم، توفي في 11 ديسمبر 2009 [7]).

تزوج من مهرة بنت أحمد الغرير وأنجب منها: 
- الشيخ سعود (حاكم إمارة رأس الخيمة).

- الشيخ عمر.
- الشيخ فيصل (رئيس الدائرة المالية والمنطقة الحرة في رأس الخيمة[8]).
- الشيخ أحمد (رئيس دائرة الجمارك والموانئ في رأس الخيمة[8]).

- الشيخة سمية (زوجة الشيخ سعود بن راشد المعلا حاكم إمارة أم القيوين).

- الشيخة منى (حرم الشيخ سلطان بن حميد القاسمي [9]).
- الشيخة فاطمة (حرم الشيخ طارق بن كايد القاسمي[10])

- الشيخة أسماء (زوجة الشيخ عمار بن حميد النعيمي ولي عهد عجمان).
- الشيخة نورة (حرم الشيخ جاسم بن حميد القاسمي)
- الشيخة حصة (حرم الشيخ عبد الله بن حميد بن عبد الله القاسمي - رئيس مكتب حاكم رأس الخيمة[9])

تزوج من عائشة بنت علي بن سيف الخاطري وأنجب منها:
- الشيخ طالب (مدير عام شرطة رأس الخيمة[8]).
- الشيخ محمد.

تزوج من أصيلة بنت محزم الزعابي وأنجب منها:
- الشيخة موزة (حرم الشيخ صقر بن خالد بن حميد القاسمي رئيس مجلس إدارة مؤسسة رأس الخيمة للقرآن الكريم وعلومه).[13]

## وفاته
توفي في 27 أكتوبر عام 2010، ووري جثمانه الثرى في مقابر الأسرة الحاكمة في منطقة العريبي في رأس الخيمة.